# الدحقة (الصومعة)

تعديل مصدري - تعديل

الدحقة هي إحدى قرى عزلة ال عبيد بمديرية الصومعة التابعة لمحافظة البيضاء، بلغ تعداد سكانها 354 نسمة حسب تعداد اليمن لعام 2004.